# Anticlinal de Mareuil

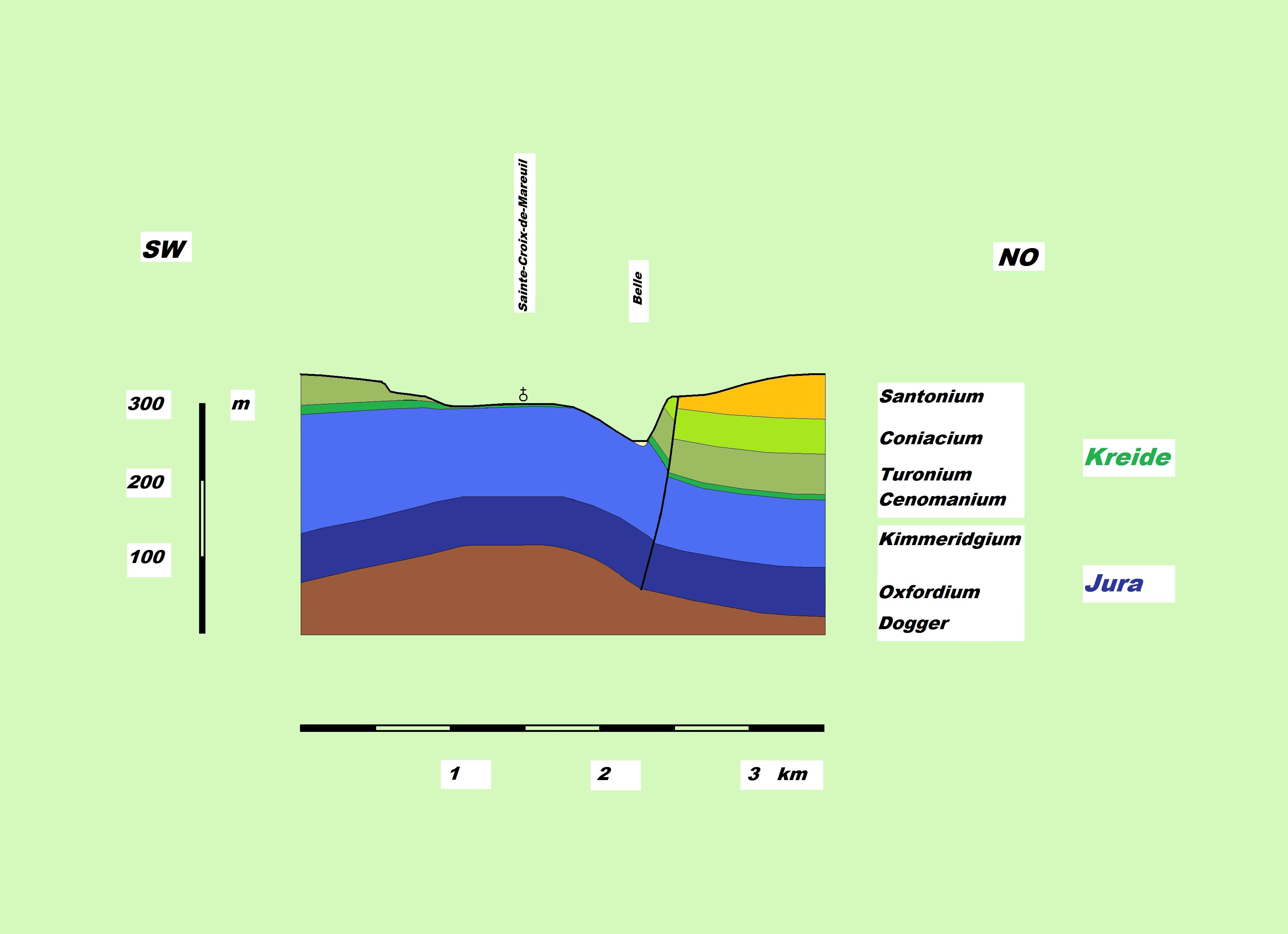
Profil NO-SE à travers l'anticlinal de Mareuil - avec exagération verticale

 (octobre 2010).
L'anticlinal de Mareuil, aussi appelé anticlinal de Mareuil-Meyssac ou pli de Mareuil-Meyssac, est un bombement dans la couverture sédimentaire du Bassin aquitain septentrional. L'anticlinal est orienté nord-ouest/sud-est et se forma probablement pendant le Crétacé supérieur à cause des serrages tectoniques.

## Description de la structure
L'anticlinal est nommé d'après Mareuil, une petite ville en Dordogne. Mais son centre se trouve  à Sainte-Croix-de-Mareuil un peu plus au nord-ouest. Le plan montre une structure en poire étirée, l'axe majeur de cette boutonnière de cinq kilomètres de longueur étant allongé nord-ouest/sud-est (la limite Cénomanien/Turonien servant comme niveau de référence). L'axe mineur en direction nord-est/sud-ouest mesure seulement deux kilomètres. L'anticlinal est dissymétrique en deux directions, les flancs nord-est et nord-ouest étant plus fortement inclinés. La structure est accompagnée au nord-est par la faille de Mareuil. Cette faille commence à La Rochebeaucourt et se termine au nord de Brantôme. Elle est responsable pour un soulèvement du flanc nord-est de l'anticlinal par environ 30 mètres.
Dans le secteur sud-est de l'anticlinal plusieurs petites failles traversent la structure et bouleversent légèrement le pendage local. Toutes ces failles poursuivent les directions de Riedel, soit la direction R ou bien la direction R'. Souvent le tracé de l'axe de l'anticlinal fait des légères déviations vers le ESE (et prend donc une attitude en S). Ces deux observations semblent indiquer une zone de cisaillement dextre.

## Contexte géologique
L'anticlinal de Mareuil est la première ride anticlinale dans la couverture sédimentaire du bassin aquitain septentrional. Il est plus ou moins parallèle avec la marge du Massif Central et court à une distance de 15 kilomètres. La couverture sédimentaire atteint une épaisseur autour de 400 mètres dans l'anticlinal. Dans le synclinal voisin au nord-est (le synclinal de Combiers-Saint-Crépin-de-Richemont) les sédiments montrent une épaisseur de 500 mètres; plus au sud-ouest (au synclinal de Gout-Rossignol-Léguillac) l'épaisseur augmente à 700 mètres. La deuxième ride anticlinale, l'anticlinal de La Tour-Blanche, suit 8 kilomètres plus au sud-ouest avec déjà 1000 mètres de sédiments !
L'anticlinal de Mareuil est d'importance régionale. Au nord-ouest il change du caractère et devient une faille qui traverse Angoulême et se poursuit jusqu'à l'île d'Yeu. Plus au sud-est c'est également une faille qui relie Terrasson à Meyssac. Peut-être l'accident de Lacassagne ou la flexure de Souillac sont aussi associés à l'anticlinal.

## Stratigraphie de la séquence sédimentaire

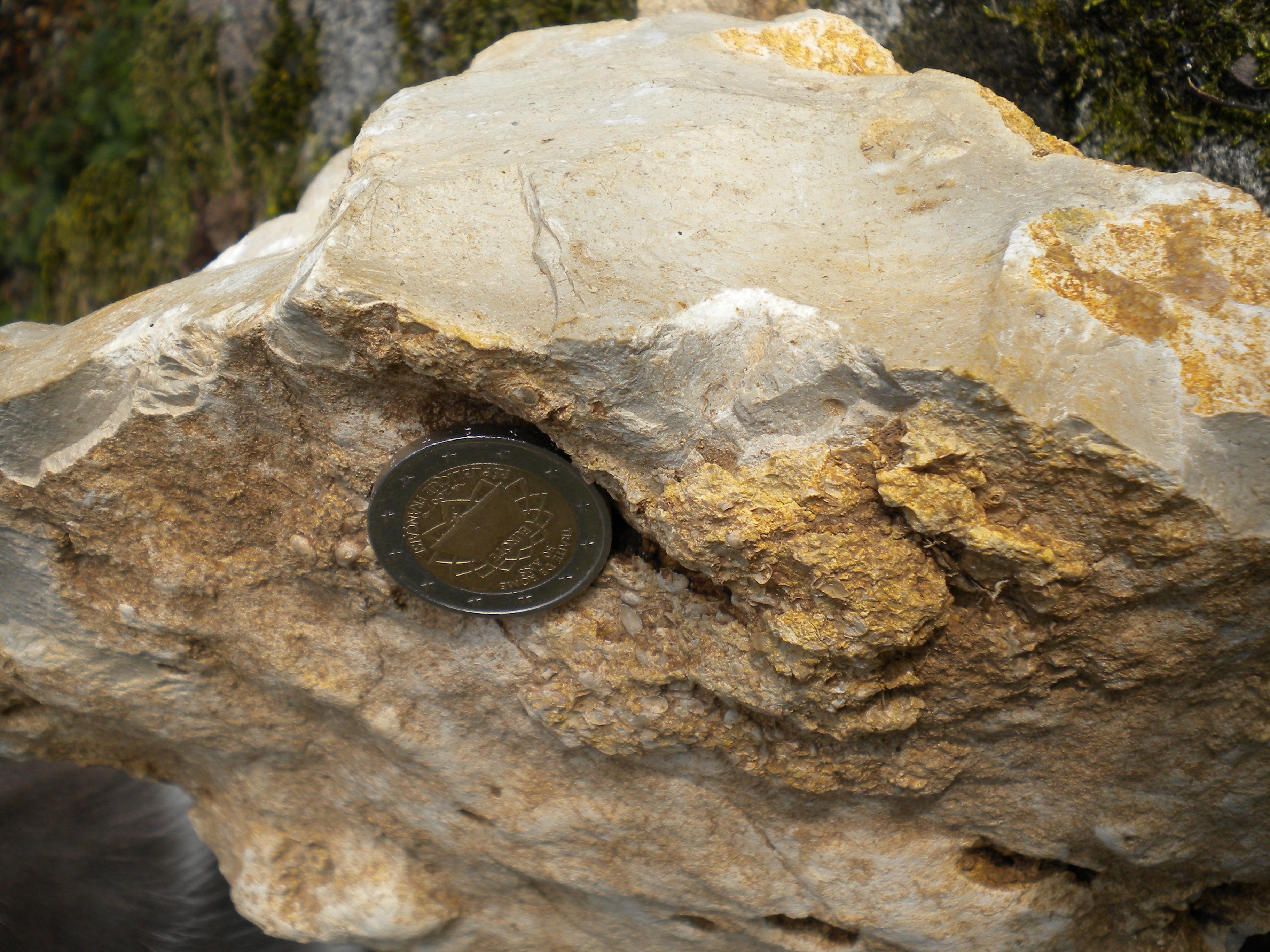
Micrite du Kimmeridgien venant du cœur de l'anticlinal

Dans le noyau de l'anticlinal de Mareuil apparaissent les derniers 20 mètres du Jurassique supérieur (Kimméridgien) – des calcaires fossilifères cryptocristallins à petits bancs (micrites). Après une lacune de très longue durée suivent les strates transgressives du Cénomanien composées de marnes vertes, glauconitiques et riches en huîtres et de calcaires gréseux à alvéolines. Le Cénomanien est relativement mince avec une épaisseur assez variable (entre 8 et 20 m). Le Cénomanien est superposé en concordance par 55 – 65 mètres du Turonien, qui montre un Ligérien crayeux et noduleux suivi par un Angoumien calcaireux et très riche en rudistes. Le Turonien est surmonté par 50 – 65 mètres des calcaires fossilifères et très dures du Coniacien. La séquence sédimentaire se termine avec le Santonien, qui comprend 45 – 60 mètres des craies glauconitiques, parfois très riches en huîtres brisées.
Les strates sous le Kimméridgien (épaisseur 120 mètres) n'affleurent nulle part, mais la présence de l'Oxfordien, du Bajocien et du Bathonien est connu par forage. Peut-être il y a aussi du Lias.

## L'âge des mouvements tectoniques

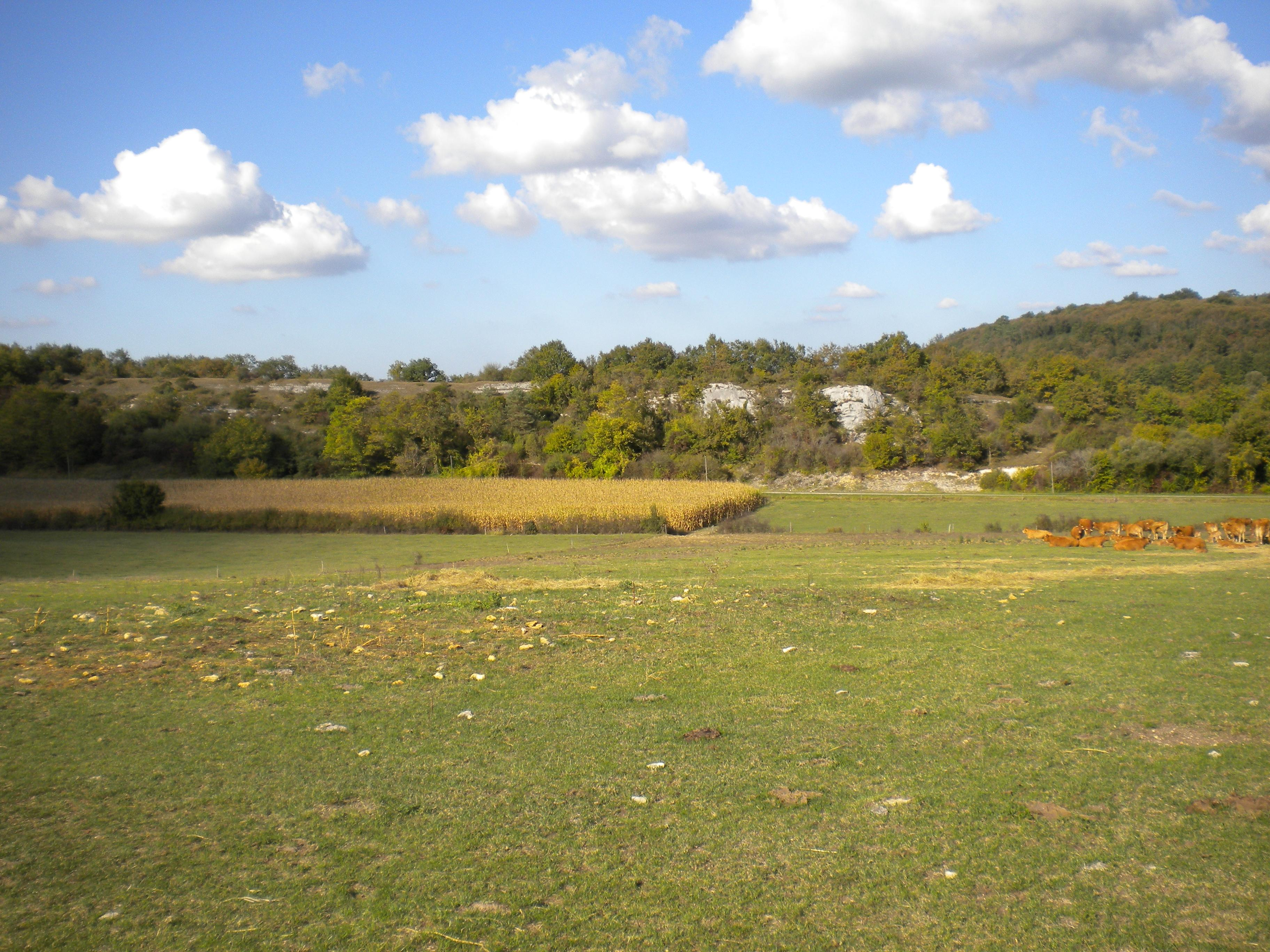
La terminaison nord-ouest de l'anticlinal de Mareuil. La falaise turonienne montre ici un pendage de 35° vers le NNE.

Les premiers mouvements tectoniques dans l'anticlinal de Mareuil doivent se situer dans le Crétacé inférieur jugeant par la nature transgressive du Cénomanien. Ces mouvements ont affecté non seulement l'anticlinal, mais ont touché toute la région. Des structures d'effondrement synsédimentaires (en Anglais slumps) au sein de l'Angoumien indiquent, que l'anticlinal tout proche subit des bouleversements. Mais l'événement principal, responsable de la création de la structure entière, se situe clairement après le Santonien. On pense que la déformation principale se déroula à la fin du Campanien et au début du Maastrichtien. Il ne faut pas sous-estimer l'influence de l'orogénèse pyrénéenne avec sa phase majeure à l'Éocène/Oligocène. Comme les Pyrénées l'anticlinal de Mareuil fut sous compression, peut-être même sous transpression. On sait d'ailleurs que la compression pendant l'orogénèse pyrénéenne affecta même la bordure du Massif Central (un bon exemple étant la carrière de Saint-Martial-de-Valette, où le Dogger montre des chevauchements internes).

## Conclusion
L'anticlinal de Mareuil fait partie des rides anticlinales du Bassin aquitain septentrional. Ces rides suivent plus ou moins la direction NO-SE et sont orientées parallèles à la zone de cisaillement sud-armoricaine plus au nord. L'âge de formation des rides est attribuée à la fin du Campanien/début du Maastrichtien. Il est bien possible qu'ils furent affectés  par des forces transpressives (avec le même sens de cisaillement dextre comme dans la zone de cisaillement sud-armoricaine). En outre il est intéressant de noter leur parallélisme avec un espacement assez régulier de 15 – 20 kilomètres, l'anticlinal de La Tour-Blanche faisant exception (avec un espacement de seulement 8 kilomètres et une légère déviation vers la direction ONO-ESE).

## Littérature
- Floc'h, J. P. et al. Carte Géologique de la France à 1:50000. Feuille Nontron. BRGM, Orléans.
- Vigneaux, M. (1975). Aquitaine Occidentale. Masson, Paris.  (ISBN 2-225-41118-2).